# Pseudalosterna submetallica
Pseudalosterna submetallica är en skalbaggsart som först beskrevs av Hayashi 1974.  Pseudalosterna submetallica ingår i släktet Pseudalosterna och familjen långhorningar.
Artens utbredningsområde är Taiwan. Inga underarter finns listade i Catalogue of Life.